# 中国外交培训学院

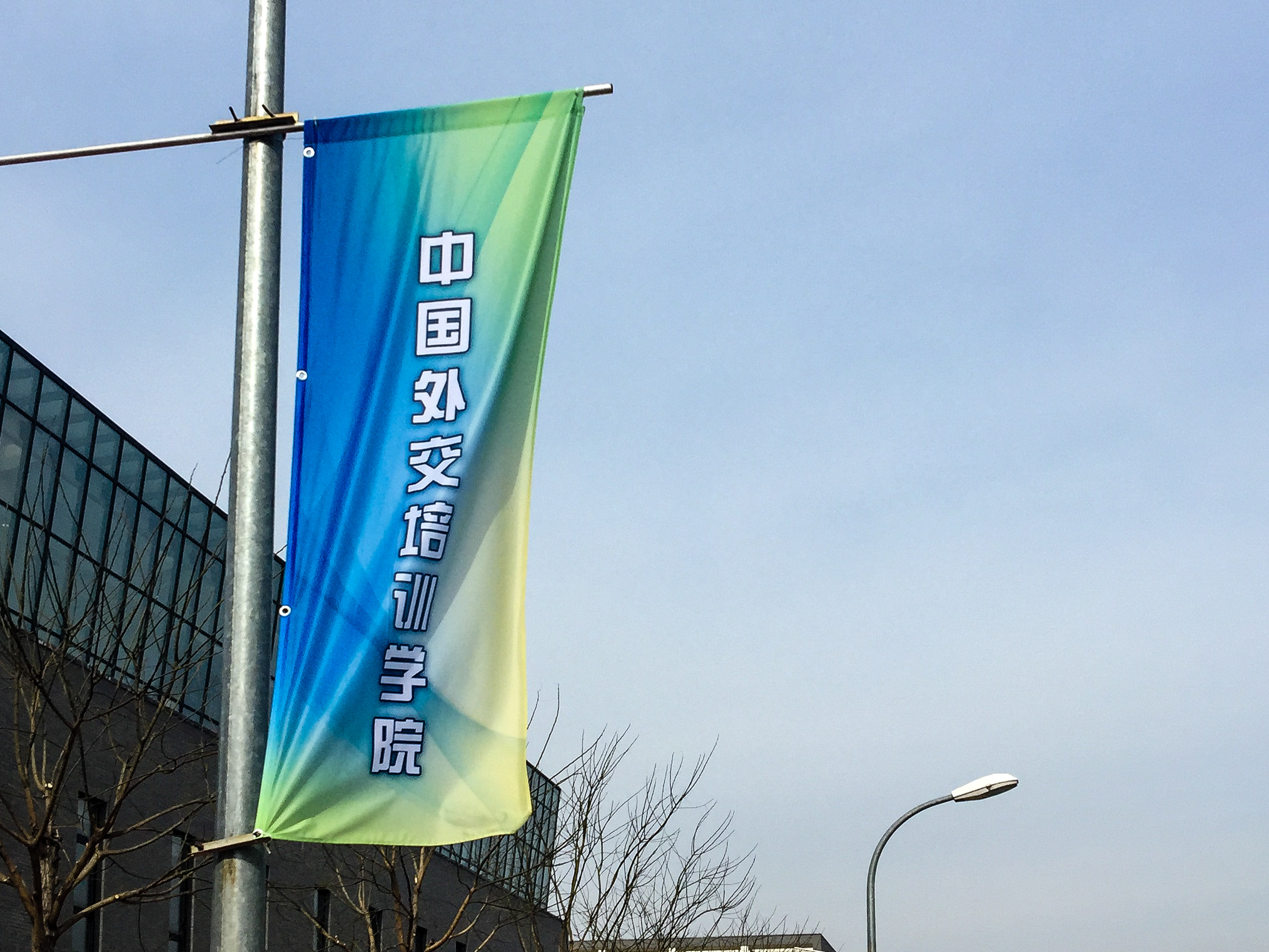
中国外交培训学院挂牌仪式暨开学典礼纪念旗，悬挂于外交学院沙河校区

- 關於作为校址的高等学校，請見「外交学院」。
- 關於中华民国外交部所属、位于台北市的同类型培训机构，請見「外交部外交及国际事务学院」。

中国外交培训学院（英語：China Diplomatic Academy，缩写作 CDA）是中华人民共和国外交部设立的外交外事人员培训机构，成立于2016年3月1日，校址位于外交学院沙河校区，与外交学院一个机构两块牌子。

## 简介
长期以来，中国外交官的岗前及在职培训工作没有固定教育机构承担，多由国家行政学院等国立公务员培训机构、和外交学院等外交外事专业高等学校承办。中国外交培训学院成立后，主要担负全国外交外事人员、国际组织后备人员培训，以及对外学术交流的职责。

## 历任领导
| 院长 - 秦亚青（2016年—2019年，外交学院院长兼） - 徐坚（2019年—2022年9月，外交学院院长兼） - 王帆（2022年9月—，外交学院院长兼） 常务副院长 - 齐大愚（2016年—2020年，2017年起为外交学院党委书记兼） - 崔启明（2020年—2024年，外交学院党委书记兼） - 王世廷（2024年—，外交学院党委书记兼） | 副院长 …… - 李洪梅（？—？） - 安青（？—2025年6月，外交学院专职党委副书记兼） - 徐钟生（？—？） - 谢粤（？—） |